# Cayetano
Antonio Cayetano Rivera Ordóñez dit « Cayetano », né le 13 janvier 1977 à Madrid (Espagne), est un matador espagnol.

## Présentation
« Cayetano » est fils du matador Francisco Rivera « Paquirri ». Par sa mère, Carmina Ordóñez, il est petit-fils de matador (Antonio Ordóñez), doublement arrière-petit-fils de matadors (Cayetano Ordóñez « El Niño de la Palma » et Domingo González Lucas « Domingo Dominguin ») et arrière-arrière-petit-fils de matador (Domingo González Mateos « Domingo Dominguín »). Il est neveu de quelques autres matadors (José Rivera « Riverita », Curro Vázquez, Ángel Teruel, Luis Miguel Dominguín). Son frère Francisco Rivera Ordóñez et ses cousins José Antonio Canales Rivera et Ángel Teruel García sont également matadors.

### Carrière
- Débuts en novillada avec picadors : Ronda (Espagne, province de Malaga) le 26 mars 2005 aux côtés de « Espartaco » et de Francisco Rivera Ordóñez. Quatre taureaux et deux novillos de la ganadería de Zalduendo.
- Alternative : Ronda le 9 septembre 2006. Parrain, Francisco Rivera Ordóñez. Il n’y eut pas de témoin, la corrida étant un mano a mano. Taureaux de la ganadería de Zalduendo.

- Le 29 juillet 2007, il est blessé dans les arènes du Puerto de Santa María (province de Cadix) par le premier taureau de son lot[1].